# 236-я истребительная авиационная дивизия
236-я истреби́тельная авиацио́нная  Льво́вская Краснознамённая диви́зия (236-я иад) — воинское соединение Вооружённых Сил СССР, принимавшее участие в Великой Отечественной войне.

## История наименований
- ВВС 47-й армии;
- 15-я ударная авиационная группа;
- 236-я истребительная авиационная дивизия;
- 236-я истребительная авиационная Львовская дивизия;
- 236-я истребительная авиационная Львовская Краснознамённая дивизия;
- Войсковая часть (Полевая почта) 45131.
- 15-й Львовский Краснознаменный корпус ПВО (Войсковая часть (Полевая почта) 55131).

## История
Сформирована 9 июня 1942 года на основании Приказа НКО на базе Управления Военно-воздушных сил 47-й Армии и 15-й ударной авиационной группы.
С начала июня 1942 года входила в состав 5-й ВА.
С 23 сентября 1942 года дивизия вела активную боевую работу на туапсинском направлении. К 12 октября в авиадивизии осталось всего 39 боевых самолётов, из которых могли летать на задания чуть больше одной трети.
Примерно 17 апреля 1943 года 38 экипажей дивизии вошли в Геленджикскую авиационную группу генерала В. И. Изотова. В конце апреля 1943 года передана в состав 4-й ВА.
С 21 июля 1943 года, перед началом Донбасской операции, вошла в состав 7-го шак 8-й ВА.
С октября 1944 года по май 1945 года дивизия выполняет специальное задание по приказу Генерального штаба — оказывает помощь в формировании трёх истребительных полков ВВС Народно-освободительной армии Югославии (НОАЮ).

## В действующей армии
В составе действующей армии:
- с 9 июня 1942 года по 19 января 1944 года,
- с 2 мая 1944 года по 9 мая 1945 года.

## Состав
- 347-й истребительный авиационный полк — с 18 июня 1942 года по 20 июня 1942 года. Передан в состав 237-й истребительной авиационной дивизии.
- 45-й истребительный авиационный полк — с 28 июня 1942 года по 11 июля 1942 года. Передан в состав 230-й штурмовой авиационной дивизии.
- 247-й истребительный авиационный полк — с 1 июля 1942 года по 11 июля 1942 года. Передан в состав 216-й истребительной авиационной дивизии.
- 166-й истребительный авиационный полк — с 11 июля 1942 года по 16 августа 1942 года. Убыл в 26-й запасной истребительный авиационный полк.
- 502-й штурмовой авиационный полк — с 01 сентября 1942 года по 01 октября 1942 года. Убыл в состав 295-й истребительной авиационной дивизии.
- 821-й истребительный авиационный полк — с 15 июля 1942 года по 16 августа 1942 года. Убыл в 26-й запасной истребительный авиационный полк.
- 482-й истребительный авиационный полк — с 19 июля 1942 года по 28 августа 1942 года. Передан в состав 238-й штурмовой авиационной дивизии.
- 518-й истребительный авиационный полк — с 20 июля 1942 года по 3 декабря 1942 года. Убыл в 26-й запасной истребительный авиационный полк.
- 267-й истребительный авиационный полк — с 2 августа 1942 года по 29 октября 1942 года. Убыл в 26-й запасной истребительный авиационный полк.
- 36-й истребительный авиационный полк — с 27 сентября 1942 года по 27 ноября 1942 года. Убыл в 25-й запасной истребительный авиационный полк.
- 246-й истребительный авиационный полк — с 5 октября 1942 года по 17 декабря 1942 года. Убыл в 26-й запасной истребительный авиационный полк.
- 269-й истребительный авиационный полк — с 27 октября 1942 года по 2 мая 1943 года. Убыл в 6-й отдельный учебно-тренировочный авиационный полк.
- 931-й истребительный авиационный полк — с 29 октября 1942 года по 20 декабря 1942 года. Убыл в 25-й запасной истребительный авиационный полк.
- 611-й истребительный авиационный полк — с 17 декабря 1942 года по 19 сентября 1944 года. Убыл в состав 288-й истребительной авиационной дивизии.
- 975-й истребительный авиационный полк — с 17 декабря 1942 года по 3 сентября 1943 года. Приказом НКО № 266 переименован в 117-й Гвардейский истребительный авиационный полк.
- 977-й истребительный авиационный полк — с 16 января 1943 года по 8 марта 1943 года. Убыл во 2-й запасной истребительный авиационный полк.
- 267-й истребительный авиационный полк — с 14 апреля 1943 года по 15 апреля 1947 года. Расформирован.
- 821-й истребительный авиационный полк — с 25 августа 1943 года по 25 ноября 1943 года. Передан в состав 6-й Гвардейской истребительной авиационной дивизии.
- 117-й гвардейский истребительный авиационный полк — с 3 сентября 1943 года по 13 сентября 1960 года. Расформирован.
- 168-й гвардейский истребительный авиационный полк — с 14 октября 1944 года по 15 декабря 1959 года. Преобразован в 168-й гвардейский Краснознамённый истребительно-бомбардировочный авиационный полк.
- 25-й истребительный авиационный полк — с 31 декабря 1945 года по 8 декабря 1960 года. Расформирован.

## Подчинение
В составе объединений:
- С 9 июня 1942 года по 3 сентября 1942 года — в составе 5-й Воздушной Армии Северо-Кавказского Фронта (1-го формирования).
- С 2 сентября 1942 года по 15 марта 1943 года — в составе 5-й Воздушной Армии Черноморской Группы Войск Закавказского Фронта.
- С 15 марта 1943 года по 24 апреля 1943 года — в составе 5-й Воздушной Армии Северо-Кавказского Фронта (2-го формирования).
- С 24 апреля 1943 года по 21 июля 1943 года — в составе 4-й Воздушной Армии Северо-Кавказского Фронта (2-го формирования).
- С 24 апреля 1943 года по 20 октября 1943 года — в составе 8-й Воздушной Армии Южного Фронта.
- С 20 октября 1943 года по 19 января 1944 года — в составе 8-й Воздушной Армии Южного Фронта.
- С 20 января 1944 года по 2 мая 1944 года в составе Резерва Верховного Главного Командования.
- С 2 мая 1944 года по 12 июля 1944 года — в составе 17-й Воздушной Армии 3-го Украинского Фронта.
- С 12 июля 1944 года по 13 августа 1944 года — в составе 2-й Воздушной Армии 1-го Украинского Фронта.
- С 13 августа 1944 года до окончания войны — в составе 17-й Воздушной Армии 3-го Украинского Фронта.
- С августа 1945 года по 10 января 1949 года — в составе 11-й Воздушной Армии Закавказского Военного Округа.
- С 10 января 1949 года по 1960 год — в составе 34-й Воздушной Армии Закавказского Военного Округа.

В составе корпусов:
- С 21 июля 1943 года по 14 августа 1943 года — в составе 7-го штурмового авиационного корпуса.
- С 20 января 1944 года по 2 мая 1944 года — в составе 7-го штурмового авиационного корпуса.
- С 7 июля 1944 года по 6 августа 1944 года — в составе 8-го штурмового авиационного корпуса.

## Командиры дивизии
| Звание                | Ф. И. О.                   | Период                  |
| --------------------- | -------------------------- | ----------------------- |
| Генерал-майор авиации | Климов Иван Дмитриевич     | 09.06.1942 — 21.07.1942 |
| Полковник             | Кудряшов Василий Яковлевич | 22.07.1942 — 09.05.1945 |

## Участие в битвах и сражениях
- Армавиро-Майкопская операция — с 6 августа 1942 года по 17 августа 1942 года.
- Новороссийская операция — с 19 августа 1942 года по 26 сентября 1942 года.
- Туапсинская операция — с 25 сентября 1942 года по 20 декабря 1942 года.
- Новороссийская операция «Море» — с 11 января 1943 года по 3 сентября 1943 года
- Краснодарская наступательная операция — с 9 февраля 1943 года по 16 марта 1943 года.
- Воздушные сражения на Кубани — с апреля по июль 1943 года
- Миусская наступательная операция — с 17 июля 1943 года по 2 августа 1943 года.
- Донбасская операция — с 13 августа 1943 года по 22 сентября 1943 года.
- Мелитопольская операция — с 26 сентября 1943 года по 5 ноября 1943 года.
- Никопольско-Криворожская наступательная операция — с 30 января 1944 года по 29 февраля 1944 года.
- Крымская наступательная операция — с 8 апреля 1944 года по 12 мая 1944 года.
- Львовско-Сандомирская операция — с 13 июля 1944 года по 6 августа 1944 года.
- Ясско-Кишинёвская операция — с 20 августа 1944 года по 29 августа 1944 года.
- Белградская операция — с 28 сентября 1944 года по 20 октября 1944 года.

## Почётные наименования
- 236-я истребительная авиационная дивизия за отличие в боях при овладении важным хозяйственно-политическим центром и областным городом Украины Львов — крупным железнодорожным узлом и стратегически важным опорным пунктом обороны немцев, прикрывающим пути к южным районам Польши приказом НКО СССР от 10 августа 1944 года на основании Приказа Верховного Главнокомандующего № 154 от 27.07.1944 г. удостоена собственного наименования «Львовская»[4].
- 267-му истребительному авиационному Краснознамённому полку за отличие в боях при прорыве обороны противника южнее Бендеры и за овладение городом Кишинёв Приказ НКО № 0299 от 7 сентября 1944 года на основании Приказа ВГК № 169 от 22 августа 1944 года присвоено почётное наименование «Нижнеднестровский»[5].
- 117-му гвардейскому истребительному авиационному полку приказом НКО СССР от 10 августа 1944 года за отличие в боях при овладении областным центром Украины городом Станислав — крупным железнодорожным узлом и важным опорным пунктом обороны немцев в предгорьях Карпат на основании приказа ВГК № 152 от 27.07.1944 г. присвоено почётное наименование «Станиславский»[6].
- 611-му истребительному авиационному полку Приказом НКО № 0257 от 10 августа 1944 года на основании Приказа ВГК № 156 от 28 июля 1944 года за отличие в боях при овладении городом и крепостью Перемышль и городом Ярослав — важными узлами коммуникаций и мощными опорными пунктами обороны немцев, прикрывающими пути на Краков присвоено почётное наименование «Перемышльский»[7].

## Награды
- 236-я истребительная авиационная Львовская дивизия за образцовое выполнение заданий командования в боях с немецкими захватчиками, за освобождение города Белград и проявленные при этом доблесть и мужество Указом Президиума Верховного Совета СССР от 14 ноября 1944 года награждена орденом Красного Знамени[8].
- 117-й гвардейский истребительный авиационный полк за образцовое выполнение боевых заданий командования на фронте борьбы с немецкими захватчиками и проявленные при этом доблесть и мужество Указом Президиума Верховного Совета СССР от 8 октября 1943 года награждён орденом Красного Знамени.
- 267-й истребительный авиационный полк за образцовое выполнение боевых заданий командования в боях с немецкими захватчиками за овладение городом Станислав и проявленные при этом доблесть и мужество Указом Президиума Верховного Совета СССР от 10 августа 1944 года награждён орденом Красного Знамени[8].
- 267-й истребительный авиационный Нижнеднестровский Краснознамённый полк за образцовое выполнение заданий командования в боях с немецкими захватчиками при овладении городами Секешфехервар, Мор, Зирез, Веспрем, Эньинг и проявленные при этом доблесть и мужество Указом Президиума Верховного Совета СССР от 26 апреля 1945 года награждён «Суворова III степени»[9].
- 267-й истребительный авиационный Нижнеднестровский Краснознамённый полк 26 апреля 1945 года за образцовое выполнение боевых заданий командования в боях с немецкими захватчиками при овладении городами Секешфехервар, Мор, Зирез, Веспрем, Эньинг и проявленные при этом доблесть и мужество Указом Президиума Верховного Совета СССР награждён орденом Суворова III степени.
- 611-й истребительный авиационный Перемышльский полк за образцовое выполнение боевых заданий командования в боях с немецкими захватчиками за овладение городами Браилов и Констанца и проявленные при этом доблесть и мужество Указом Президиума Верховного Совета СССР от 16 сентября 1944 года награждён орденом «Кутузова III степени»[8].

## Присвоение гвардейских званий
- 975-й истребительный авиационный полк переименован в 117-й гвардейский истребительный авиационный полк[10].

## Благодарности
Объявлены благодарности:
- За отличие в ожесточенных боях при разгроме Таганрогской группировки немцев и овладении городом Таганрог[11].
- За отличие в боях при овладении областным центром Украины городом Станислав — крупным железнодорожным узлом и важным опорным пунктом обороны немцев в предгорьях Карпат[6].
- За отличие в боях при прорыве обороны противника южнее Бендер и крупных населенных пунктов Каушаны, Чимишлия, Лейпциг, Тарутино[5].

## Отличившиеся воины
- Дикий, Михаил Прокофьевич, капитан, начальник воздушно-стрелковой службы дивизии Указом Президиума Верховного Совета СССР 1 мая 1943 года удостоен звания Герой Советского Союза. Золотая Звезда № 909.
- Камозин, Павел Михайлович, младший лейтенант, заместитель командира эскадрильи 269-го истребительного авиационного полка 236-й истребительной авиационной дивизии 5-й воздушной армии Указом Президиума Верховного Совета СССР 1 мая 1943 года удостоен звания Герой Советского Союза. Золотая Звезда № 1148.
- Калараш Дмитрий Леонтьевич, подполковник, штурман 236-й истребительной авиационной дивизии 5-й воздушной армии Закавказского фронта Указом Президиума Верховного Совета СССР 13 декабря 1942 года удостоен звания Герой Советского Союза, посмертно.
- Шадрин Геннадий Алексеевич, майор, командир эскадрильи 117-го гвардейского истребительного авиационного полка 236-й истребительной авиационной дивизии 17-й воздушной армии Указом Президиума Верховного Совета СССР 29 июня 1945 года удостоен звания Герой Советского Союза. Золотая Звезда № 8635.
- Щиров Сергей Сергеевич, командир эскадрильи 518-го истребительного авиаполка 236-й истребительной авиадивизии Закавказского фронта Указом Президиума Верховного Совета СССР 13 декабря 1942 года удостоен звания Герой Советского Союза. Золотая Звезда № 587.

Памятная доска в Лазаревском на улице Калараша

- Тормахов, Дмитрий Дмитриевич, полковник в отставке, бывший командир эскадрильи 267-го истребительного авиационного полка 236-й истребительной авиационной дивизии 5-й воздушной армии Указом Президента России 19 февраля 1996 года удостоен звания Герой России.

## Статистика боевых действий
За весь период войны лётчики дивизии выполнили 34805 боевых вылетов, участвовали в 1344 воздушных боях, в которых сбили и уничтожили 721 вражеский самолёт, среди которых 479 истребителей, 219 бомбардировщиков и 23 транспортных самолёта.

## Память
В посёлке Лазаревском города Сочи, где в августе 1942 — феврале 1943 года размещался штаб дивизии, установлена памятная доска. Рядом с территорией, где в годы войны размещался военный аэродром, на постаменте установлен самолёт МиГ-23МЛД с бортовым номером 263 в память о 236-й истребительной авиационной дивизии, базировавшейся в Лазаревском в период с 15 августа 1942 года по 25 февраля 1943 года.